# بانكيولا
بانكيولا (بالإنجليزية: Bunnicula) مسلسل رسوم متحركة أمريكي من إنتاج وارنر برذرز بدأ عرضه في 7 فبراير عام 2016 في الولايات المتحدة وبدأ عرضه في 18 نوفمبر عام 2016 في الوطن العربي وتوقف 19 أغسطس 2017.

## الحلقات
يتألف من موسم واحد حاليا

### الموسم 1 (2016-2017)
| رقم | اسم الحلقة      | تاريخ البث الولايات المتحدة | تاريخ البث الوطن العربي |
| --- | --------------- | --------------------------- | ----------------------- |
| 1   | وظيفة المومياء  | 06 فبراير 2016              | 18 نوفمبر 2016          |
| 2   | السمك الزومبي   |                             | 18 نوفمبر 2016          |
| 3   | الخروف العنكبوت |                             | 19 نوفمبر 2016          |
| 4   | دموع التماسيح   |                             | 25 نوفمبر 2016          |
| 5   | هاري الموحل     |                             | 26 نوفمبر 2016          |
| 6   | الثوم دواء      |                             | 02 ديسمبر 2016          |
| 7   | البوم الفارس    |                             | 03 ديسمبر 2016          |

## الشخصيات
- بانكيولا: هو أرنب سحري طائر يمتص عصارة الخضراوات، يظهر في الليل فقط مثل مصاص دماء ، يتحدث بلغة غير مفهومة للمشاهدين ولكن هارولد يستطيع فهمها.
- القط تشاستر: هو قط متكلم كبير في السن مهمته هي الاعتناء ببانكيولا ومحاولة التخفيف من حِدَّة الأضرار التي يتسبب فيها، وقد يكون حازما بعض الشيء.
- الكلب هارولد: هو كلب ضخم يرافق تشاستر وبانيكولا دائما، هو غبي بعض الشيء، ولكنه يستطيع فهم كلام بانيكولا.
- الفتاة مينا: هي فتاة لطيفة تعيش مع والدها، وهي تتمنى رؤية السحر والغرائب السابقة وتعتني بها، ولكنها لا تعلم بسحرية بانكيولا أو أن حيواناتها تستطيع الكلام.

## النسخة العربية
- حسن المصري
- سمير معلوف
- ميرنا الحسيني
- سيلفانا فلفلة
- ريتشارد ياني

## وصلات خارجية
- بانكيولا على موقع IMDb (الإنجليزية)
- بانكيولا على موقع كينوبويسك (الروسية)
- بانكيولا على موقع قاعدة بيانات الفيلم (الإنجليزية)